# Honky Tonk Masquerade
Albums de Joe Ely
Joe Ely
(1977) Down the Drag
(1979)
Honky Tonk Masquerade est un album de Joe Ely, sorti en 1978.

## L'album
Rolling Stone le classe à la 40e place de sa liste des 50 Essential Albums of the 70s. Il fait partie des 1001 albums qu'il faut avoir écoutés dans sa vie. 

### Titres
Tous les titres sont de Joe Ely, sauf mentions. 

#### Face A
1. Cornbread Moon (3:29)
2. Because of the Wind (4:02)
3. Boxcars (Butch Hancock) (4:03)
4. Jericho (Your Walls Must Come Tumbling Down) (Hancock) (2:54)
5. Tonight I Think I'm Gonna Go Downtown (Jimmie Dale Gilmore, John Reed) (2:12)

#### Face B
1. Honky Tonk Masquerade (3:46)
2. I'll Be Your Fool (2:52)
3. Fingernails (2:13)
4. West Texas Waltz (Hancock) (5:03)
5. Honky Tonkin' (Hank Williams) (3:27)

### Musiciens
- Joe Ely : guitare acoustique
- Lloyd Maines : guitare électrique
- Steve Keeton : batterie
- Gregg Wright : basse
- Ponty Bone : accordéon, piano
- Jesse Taylor, Chip Young : guitare acoustique et électrique
- Shane Keister : synthétiseur Moog, piano acoustique
- Farrell Morris : percussions
- Lea Jane Berinati, Ginger Holloday, Lisa Silver, Jesse Taylor, Lloyd Maines, Gregg Wright : chœurs
- Butch Hancock : chœur sur  West Texas Waltz